# Grijsbruine nachtzwaluw
De grijsbruine nachtzwaluw (Caprimulgus fraenatus) is een middelgrote vogel (25 cm) uit de familie van de nachtzwaluwen (Caprimulgidae).

## Verspreiding en leefgebied
De broedgebieden van de grijsbruine nachtzwaluw liggen in het oosten van Afrika, met name van Eritrea, Ethiopië en Somalië tot noordoostelijk Tanzania.

## Status
De grijsbruine nachtzwaluw heeft een groot verspreidingsgebied en daardoor is de kans op uitsterven gering. De grootte van de populatie is niet gekwantificeerd. Er is aanleiding te veronderstellen dat de soort stabiel in aantal blijft. Om deze redenen staat deze nachtzwaluw als niet bedreigd op de Rode Lijst van de IUCN.